# ジャイアント台風
『ジャイアント台風』（ジャイアントタイフーン）は、原作：高森朝雄・作画：辻なおきによる日本の漫画作品。

## 解説
『週刊少年キング』（少年画報社）にて、1968年28号から1971年29号まで連載された。単行本は少年画報社より全12巻、講談社よりワイド版全7巻、朝日ソノラマより愛蔵版全3巻、講談社漫画文庫全6巻。
ジャイアント馬場の半生記の体裁を取り、プロ野球で挫折した馬場が力道山の厳しいしごきとアメリカ修行を経て日本プロレス界のエースとなるまでを描く。物語は馬場自身の独り語りというスタイルで構成され、かつ、『タイガーマスク』と同時期に同じ梶原・辻のコンビが連載を並行させたことによる相乗効果もあって、馬場の人気を高める上で大いに貢献した。
中心となるのはアメリカ修行中の活躍であるが、日本国内での話に比べてかなり自由に創作されており、馬場及びアントニオ・ロッカ、キラー・コワルスキー、フリッツ・フォン・エリック、バディ・ロジャース、プリモ・カルネラなど彼と対戦したレスラーたちについて実像とは違ったイメージを流布させることになった。「プロレススーパースター列伝」と並んで、梶原の実録プロレス漫画の代表作であるとともに、梶原がプロレスラーの虚像作りに果たした役割の大きさを伺うに足る作品である。

### 創作の例
- 当時はNWA世界ヘビー級王者だったバディ・ロジャースをWWWF世界ヘビー級王者とする。更に、馬場の挑戦を避けて逃げ回り、試合も実力でかなわないとなると反則防衛する（当時は反則負けではタイトルは移動しなかった）ような人物として描いている。このエピソードはアニメ『タイガーマスク』でもラジャと言う名で語られ共にアンチズムな扱いを受けている。実際にはロジャースは馬場を重用し、自分の主戦場でのテリトリーで馬場との対戦を何度もしており、馬場本人もロジャースを、「自分がアメリカ修行時代に見た中では人気と実力を兼ね備えた最高のレスラー」「当時の自分が一番憧れていた最高のレスラー」と絶賛している。作品中でも、ロジャースの試合を見た馬場が「これは強い。どうして俺の挑戦から逃げ回る必要があるのか？」と感嘆するシーンや、馬場の挑戦を逃げ回る理由が「99%勝てる相手でも残り1%の不安要素がある相手とは対戦しない」と説明されており、馬場が1%の不安要素でしかない事が一応描かれている。
- フリッツ・フォン・エリックとは、1961年にデューク・ケオムカと共に「オデッサの惨劇」と呼ばれる凄絶なデスマッチをやったことになっているが、実際の馬場との対戦は、エリックが来日した1966年が最初である。その上、エリックのアイアンクロー対策の為に自分の顔面を地面に埋めてジープに轢かせるという常識離れした特訓が描かれている。
- 上記の特訓の他、作中で描かれている様々な特訓に関しても、多くは創作であり、後にトークショーで、それらの特訓についてファンから質問された馬場は「そんな事をしたら死んじゃうよ」と否定している。
- コワルスキーが菜食主義者になったのは、肉を見ると耳そぎ事件のときのちぎれた耳を思い出して食べられなくなったからだとする。実際は耳そぎ事件以前から健康のために菜食をしていた。梶原はこの設定を『プロレススーパースター列伝』などでも使用しているが、引退後にこの件について聞かれたコワルスキーは、事実としては明確に「何だい、それは？」と否定しながらも「最高に面白いな！」と評している。
- ブルーノ・サンマルチノのマネージャーとしてアーノルド・スコーランが登場するが、「実際にマネージメントを担当している」という設定で描かれている。これについては創作というよりプロレスのマネージャーの特殊な役割のためである。
- 元ヘビー級ボクサーのレスラー、プリモ・カルネラとの対戦の際、カルネラのボクサー時代のチャンピオンとなるエピソードが語られているが、前チャンピオンのジャック・シャーキーはカルネラのパンチをくらって失神し、その直後に死亡したとされている。実際のシャーキーは1994年に呼吸停止で亡くなっており、91歳という長命であった。寧ろカルネラの方が先に亡くなっている（カルネラの死は1967年で作中でも触れられている。なお、カルネラをモデルにした1956年の映画「殴られる男」に「カルネラ（をモデルにした架空のボクサー）のパンチで前チャンピオンが死んだ」という描写がある）。
- ジョージ・ミノル・岡本という日系人の少年が登場して、アメリカで孤独な生活を送っていた時期の馬場と交流する様子が感動的に描かれているが、架空の人物である。参考までにグレート東郷の本名はジョージ・カズオ・オカムラである。
- 馬場の回想シーンで馬場の母親が登場するが、顔と体格が馬場そっくりであり、中島らもは著書で「いくらなんでも、あり得ない」と評している。後に再登場した際には普通の老婆に描き直されているが、初登場シーンの絵は修正されないままである。
- 馬場の生家は三条市中心部で八百屋を営んでいたが、本作では農村部にある茅葺き屋根の農家として描かれている。
- 出身高校が新潟県立三条高校となっているが実際には三条実業高校機械科。

### 事実に基づいている点
日本プロレスの協力を得て、ジャイアント馬場への取材を元に構成されているので、事実に基づく点もかなりある。特に親友であるブルーノ・サンマルチノとの友情は丁寧に扱われている（但し、サンマルチノは馬場とのアメリカでの交友関係は否定している）。また、誇張はされているがペドロ・モラレスからコーチを受けドロップキック（32文ロケット砲）をマスターしたのも事実である。馬場のデビュー戦（田中米太郎戦）の決め技が「股裂き」であることや、同門のアントニオ猪木との対戦のことなど、日本国内の話は比較的事実に近いものが多い。

### 新たなる評価
映画化もされた「お父さんのバックドロップ」など、小説やエッセイなどで、プロレスに関するの作品も多数残している作家の中島らもが、定期的に読み返す愛読書として、この作品を挙げている。